# Auguste Cornu
Auguste Cornu (* 9. August 1888 in Beaune; † 6. Mai 1981 in Ost-Berlin; Pseudonym: Sylvain Molinier) war ein französischer Historiker, der als einer der wenigen ausländischen Professoren in der DDR lehrte.

## Leben
Auguste Cornu stammte aus einer Lehrerfamilie. Er studierte von 1906 bis 1918 Germanistik, Ökonomie und Rechtswissenschaften an der Sorbonne und der Universität Berlin und war 1907 Gasthörer an der Universität Leipzig. In Berlin hörte er unter anderem bei Alois Riehl über Friedrich Nietzsche und bei Gustav Schmoller zur Lage der arbeitenden Klassen. Er kam in Berlin auch in Kontakt mit Gewerkschaften und unterstützte deren Kampf gegen das Dreiklassen-Wahlrecht. Zudem lernte er Rudolf Breitscheid, Georg Ledebour und Karl Liebknecht kennen. Durch die Vermittlung seines Bekannten Gustave Hervé konnte er im Juni 1907 am Kongress der II. Internationale in Stuttgart teilnehmen. 1913 trat er in die Sozialistische Partei Frankreichs (SFIO) ein. Cornu promovierte im selben Jahr mit einer Arbeit zum Thema La Jeunesse de Karl Marx 1818–1845 an der Sorbonne. Die Habilitation folgte 1934 mit der Arbeit Moses Hess et la Gauche hégélienne. Hauptberuflich arbeitete er als Lehrer und war nebenbei als Funktionär für die französischen Arbeiter- und Gewerkschaftsbewegung tätig. Während der Besetzung Frankreichs durch sie Deutschen war er aktives Mitglied der Résistance, hielt aber auch Vorlesungen über den Grund der Niederlage Frankreich gegen die Deutschen sowie über die Kriegsziele des Deutschlands ab. Im September 1944 wurde er Mitglied der Kommunistischen Partei Frankreichs, was er bis zu seinem Lebensende blieb. 1944 verlor Cornu bei einem US-amerikanischen Bombenangriff auf Nîmes Frau und Sohn. Nach dem Krieg wurde er Dozent an der Sorbonne. Nach der Pensionierung 1948 war Cornu von 1949 bis 1951 Gastprofessor für Vergleichende Geistes- und Literaturgeschichte an der Universität Leipzig. In seiner Leipziger Zeit knüpfte er enge Verbindungen zu Ernst Bloch und Walter Markov. 1951 wurde er auf einen Lehrstuhl für Kulturgeschichte an die Humboldt-Universität zu Berlin berufen, derer ab 1952 bekleidete. 1956 wurde Cornu zudem Leiter der Marx-Engels-Forschungsstelle an der Deutschen Akademie der Wissenschaften (DAW), die extra für ihn geschaffen wurde. 1958 wurde er emeritiert. Danach wirkte er aber weiterhin als Beauftragter für die Marx-Engels-Forschung bei der Deutschen Akademie der Wissenschaften. Sein Nachlass befindet sich im Archiv der Berlin-Brandenburgischen Akademie der Wissenschaften. Sein langjähriger Assistent war Wolfgang Mönke, zu seinen Berliner Freunden zählte Heinrich Scheel.

## Werk
Hauptforschungsgebiet Cornus waren die Leben und Werk von Karl Marx und Friedrich Engels, mit einem klaren Schwerpunkt auf der frühen Schaffensperiode der beiden bis 1852. Dennoch hatte er vor allem in den 1950er Jahren einen großen Anteil an der Durchsetzung der marxistischen Philosophie in der DDR. Mit anderen kommunistischen marxistischen Wissenschaftlern war er an der Ausbildung einer ersten Generation von neuen marxistischen Wissenschaftlern nach dem Krieg beteiligt, auf die seine deutschen Publikationen nachhaltig einwirkten. Seine monumental angelegte Marx-Engels-Biografie in der Tradition von Franz Mehring und Gustav Meyer blieb unvollendet, es erschienen drei der vier geplanten Bände, der letzte Band blieb trotz der schon weit gediehenden Vorarbeiten unvollendet. Dennoch wurden die vorhandenen Bände komplett oder in Teilen in mehrere Sprachen übersetzt. Aufgrund der breiten Quellenarbeit, die auch in großem Umfang Archivalia und Presseerzeugnisse der Jahre bis 1846 einbezog, galt die Arbeit als eines der wichtigsten Werke der internationalen Marx-Engels-Forschung der 1950er und 1960er Jahre, insbesondere die frühen Jahre wurden noch nie so detailliert untersucht. Anders als viele vergleichbare Wissenschaftler verstand es Cornu in einer plastischen Weise zu schreiben, die seine Leser fesseln konnte und damit nicht so dröge war, wie viele Werke seiner Nachfolger. Er wurde in der DDR mit einer Reihe hoher Auszeichnungen geehrt. 1956 wurde ihm der Friedrich-Engels-Preis der Deutschen Akademie der Wissenschaften verliehen, 1959 bekam er den Nationalpreis der DDR, III. Klasse und wurde zum Ehrendoktor der Humboldt-Universität ernannt. Der Vaterländische Verdienstorden in Silber wurde Cornu 1963 verliehen, 1964 wurde er korrespondierendes Mitglied der DAW, der Karl-Marx-Orden folgte 1968, der Vaterländische Verdienstorden in Gold 1973. 1978 verlieh man ihm den Stern der Völkerfreundschaft. Zudem erhielt er 1957 als erster Preisträger den Friedrich-Engels-Preis der Akademie der Wissenschaften der DDR. Cornu war seit 1971 auch auswärtiges Mitglied der Akademie der Wissenschaften der UdSSR. Seine Schriften wurden in mehrere Sprachen übersetzt.

## Schriften
- Karl Marx et la pensée moderne. Contribution à l'étude de la formation du marxisme. Ed. sociales, Paris 1948 (auch tschechisch)
  - deutsch: Karl Marx und die Entwicklung des modernen Denkens. Beiträge zum Studium der Herausbildung des Marxismus. Dietz, Berlin 1950
- Karl Marx und Friedrich Engels – Leben und Werk. (3 Bände), Aufbau Verlag, Berlin 1954, 1962, 1968
- Karl Marx. Die ökonomisch-philosophischen Manuskripte (= Vorträge und Schriften der Deutschen Akademie der Wissenschaften zu Berlin. Heft 57). Akademie, Berlin 1955 (auch chinesisch)
- als Herausgeber mit Wolfgang Mönke: Moses Hess. Philosophische und sozialistische Schriften 1837–1850. Eine Auswahl. Akademie, Berlin 1961.